# Piccola città (brano musicale)
Piccola città è un brano musicale scritto ed interpretato da Francesco Guccini, contenuto nell'album Radici (1972).

## Storia e significato
L'autore così spiega la genesi del brano:
(Francesco Guccini)
Piccola Città racconta l'adolescenza di Guccini, trascorsa in buona parte a Modena e, come si legge nel testo della canzone, descrive quel periodo assai poco felice per l'autore. 
Abbandonata la casa dei nonni materni a Pàvana, terminata la guerra, tornò nel 1945 a Modena dove visse la sua adolescenza, per poi trasferirsi a Bologna nel 1960. 
In seguito aveva dichiarato che: «Modena è per me l'esilio da Pàvana e l'attesa di Bologna. Modena è "mia nemica strana", la mia adolescenza, il periodo forse più tragico della mia vita perché nell'immediato dopoguerra le aspettative e le speranze erano tante e le possibilità di realizzarle quasi nulle.»
Il brano è stato inserito come terza e ultima traccia del lato A dell'album Radici pubblicato da Guccini nel 1972. Due anni dopo i Nomadi lo hanno reinterpretato inserendolo nell'album I Nomadi interpretano Guccini. Piccola città è inoltre inclusa anche nel doppio album dal vivo Fra la via Emilia e il West del 1984, il cui titolo è tratto da un verso della canzone stessa.